# Kiški pogost
Kiški pogost (rusko Ки́жский пого́ст ali tudi Ки́жи/Кижи́) je zgodovinsko mesto iz 17. stoletja na otoku Kiži. Otok v na Oneškem jezeru v Republiki Kareliji (Medvežjegorsko okrožje), Rusija. Pogost (rusko погост, iz staroruščine погостъ - je zgodovinski izraz z več pomeni v ruskem jeziku) je območje znotraj ograje, ki vključuje dve veliki leseni cerkvi (cerkev Gospodovega spremenjenja z 22 kupolami in 9-kupolna priprošnja cerkev) in zvonik. Slovi po svoji lepoti in dolgoživosti, čeprav je zgrajena izključno iz lesa. Leta 1990 je bila uvrščena na Unescov seznam svetovne dediščine  in leta 1993 na seznam ruske kulturne dediščine.

## Opis
Pogost je bil zgrajen na južnem delu otoka Kiži, na vzpetini 4 metre nad gladino Oneškega jezera. Njegova osnovna struktura je zgrajena iz okroglih debel iz rdečega bora (Pinus sylvestris), približno 30 cm v premeru in 3 do 5 metrov dolgih. Pogost je bil zgrajen brez uporabe žebljev. Več tisoč hlodov sestavlja zgradbo, kar je predstavljalo v tistem času kompleksno logistično nalogo.

## Cerkev Gospodovega spremenjenja
Cerkev Gospodovega spremenjenja (rusko Церковь Преображения Господня) je najbolj izrazit del pogosta. Se ne ogreva, zato se imenuje poletna cerkev in pozimi ne obratuje. Njen oltar je iz 6. junija 1714, kakor je zapisano na križu, ki je v notranjosti cerkve. Ta cerkev je bila zgrajena na mestu starejše, ki je pogorela zaradi udara strele. Imena graditeljev niso znana. Legenda pravi, da je glavni graditelj uporabljal eno sekiro za celotno konstrukcijo, ki jo je ob zaključku vrgel v jezero z besedami »ni bila in ne bo še ena taka«.
Cerkev ima 22 kupol in je z višino 37 metrov ena najvišjih lesenih stavb ruskega severa. Njen obseg je 20 × 29 metrov. Velja, da je 18-kupola cerkve na južni obali Oneškega jezera - zgrajena leta 1708 in uničena v požaru leta 1963 - predhodnica. Po takratni ruski tesarski tradiciji, je bila prenovljena Cerkev zgrajena iz lesa brez žebljev. Celotna konstrukcija je izdelana iz na roke tesanih vodoravnih hlodov in zvezana z lesnimi zvezami - bodisi okroglimi zarezami ali lastovičjim repom. Osnova struktura je oktaedričen okvir s štirimi dvostopenjskih stranskimi priključki (rusko прируб, latinizirano: prirub iz rubit, kar pomeni 'rezanje lesa'). Vzhodni prirub ima peterokotno obliko in vsebuje oltar. Dve manjši osmerokotni podobni obliki sta nameščeni na vrhu glavnega osmerokotnika. Struktura ima 22 kupol različnih velikosti in oblik. Refektorij je pokrit s strmo streho. V 19. stoletju je bila cerkev okrašena z letvami, nekateri deli so bili pokriti s pločevino. Obnovljena, v svoji prvotni zasnovi, je bila v 1950.
Cerkev stoji na kamnitem podstavku brez globokega temelja, razen na zahodnem hodniku, za katerega je bil temelj zgrajen leta 1870. Večina lesa je bor s smrekovimi deskami na ravnih stropih. Kupole so pokrite z lesom trepetlike (Populus tremula).
Ikonostas ima štiri stopnje (rusko четырёхъярусный) in vsebuje 102 ikoni iz druge polovice 18. stoletja - začetka 19. stoletja. Ikone so iz treh obdobij: dve najstarejši, Spremenjenje (rusko Преображение) in Pokrov (rusko Покров) so iz poznega 17. stoletja in so značilne za severni slog. Osrednje ikone so iz druge polovice 18. stoletja in so lokalni slog. Večina ikon treh zgornjih stopenj je iz konca 18. stoletja, pripeljana iz različnih delov Rusije. 
|                                    |                          |                              |
| Detajli kupol (prenovljene cerkve) | Cerkev priprošnje Device | Zvonik in prenovljena cerkev |

## Priprošnja cerkev
Priprošnja cerkev (rusko Покровская церковь) je ogrevana ('zimska') cerkev, kjer so obredi potekali od 1. oktobra do velike noči. Cerkev je bila prva na otoku, ko je požar v poznem 17. stoletju uničil vse prejšnje cerkve. Prvič je bila zgrajena leta 1694 kot struktura z eno kupolo, nato pa obnovljena leta 1720-1749 in 1764 prezidana v svoji sedanji 9-kupolni obliki kot arhitekturni odmev glavne cerkve Gospodovega spremenjenja. Je 32 metrov visoka in stoji na 26 x 8 metrov velikem obodu. Ima devet kupol, eno večjo v centru, ki je obdana z osmimi manjšimi. Okras je skromen. Visoka enojna veranda vodi v štiri notranje dele cerkve. Kot v prenovljeni cerkvi, je oltar postavljen v vzhodnem delu kot pentagon. Prvotni ikonostas je bil zamenjan ob koncu 19. stoletja in se je izgubil; obnovljena je bila leta 1950 v prvotnem slogu.

## Zvonik
Prvotni zvonik je bil v slabem stanju in ponovno zgrajen leta 1862 ter dodatno obnovljen leta 1874 in 1900. Zvonik je 30 metrov visok in 6 x 6 metrov v tlorisu. Stoji na kvadratnem lesenem okvirju na temeljih (ruševin z apnom malto); okvir je znotraj razdeljen z dvema stenama v tri prostore: predprostor, stopnice in prostor za skladiščenje. Nad kvadratnim okvirjem je osmerokotni del z zvonikom na vrhu. Ima tudi piramidno (osmerokotno) streho, ki počiva na stebrih. Streha ima na vrhu križ. Vrste lesa so enake kot v drugih cerkvah: bor, smreka in trepetlika.

## Ograja
Ograja je bila zgrajena v 17. stoletju kot zaščitni ukrep proti švedskim in poljskim vpadom. Rekonstruirana je bila leta 1950 kot 300 metrov dolga struktura iz hlodov, ki obdaja dve cerkvi in zvonik. Struktura stoji na visokem temelju. Glavni vhod je 14,4 metra širok in 2,25 metra visok in leži na vzhodu v bližini Priprošnje cerkve. Obstajajo še vrata za osebni prehod na vzhodni in severni strani in majhen lesen stolp v severozahodnem vogalu. Stolp ima kvadraten tloris in streho na štiri stebrih z zvonikom. Stene in vrata so tudi pokrita.